# André Van Nieuwkerke
André Van Nieuwkerke, né le 6 mars 1953 à Bruges est un homme politique belge flamand, membre de Sp.a.
Il fut assistant social.
Il est chevalier dans l'Ordre de Léopold.

## Fonctions politiques
- Conseiller communal à Bruges :
  - de 1983 à 1988
  - de 1995 à 2006
- Conseiller de CPAS à Bruges de 1989 à 1994
- député au Parlement flamand :
  - depuis le 13 juin 1995 au 7 juin 2009
- sénateur de communauté depuis le 22 juillet 2004 au 7 juin 2009